# Phrynobatrachus acridoides
Phrynobatrachus acridoides е вид жаба от семейство Phrynobatrachidae. Видът не е застрашен от изчезване.

## Разпространение
Разпространен е в Зимбабве, Кения, Малави, Мозамбик, Сомалия, Танзания и Южна Африка.